# 綜警護身術
綜警護身術（そうけいごしんじゅつ）とは綜合警備保障（ALSOK）の警備員のために考案された護身術。実際の事件事故での事例や教訓を基に社内で独自に護身術体系を作成し、警備員に社内訓練を実施しながら、内容の改良を重ねている。年に一回大会が行われており、常に改良が図られている。